# サンタンデール産業大学
サンタンデール産業大学 (Universidad Industrial de Santander) は、UISと略される男女共学の公立大学。
主要キャンパスはコロンビアのサンタンデール県、ブカラマンガ市に位置している。
UISはコロンビア最大の高等教育機関の一つであり、学生数、研究グループ、学術成果、技術開発、出版物数において、同国を代表する総合研究大学の一つとして高く評価されています。また、コロンビアで最も入学が難しい大学の一つであり、コロンビア北部地域ではトップの大学とされています。学部課程から大学院課程まで幅広く学位を提供しており、21の修士課程、9の医学研修プログラム、6の博士課程を含む、合計124の学術プログラムを擁している。

## キャンパス
主要キャンパスは、市の北東部に位置し、科学、工学、人文学の学部を擁しています。また、サンタンデール大学病院に近接して保健学部を擁する第二のキャンパスがあります。

### 大学のランク
UISは、コロンビア国内およびラテンアメリカ地域において、常にトップクラスの大学として評価されています。

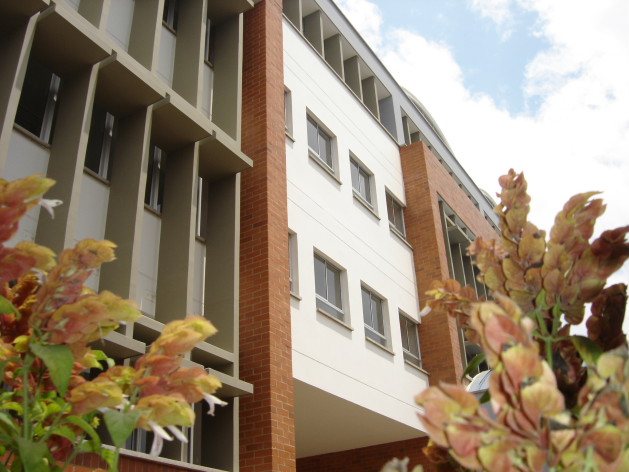
Social Science Faculty
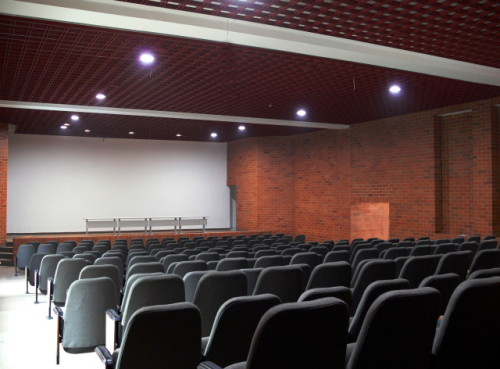
"Agora" Auditorium
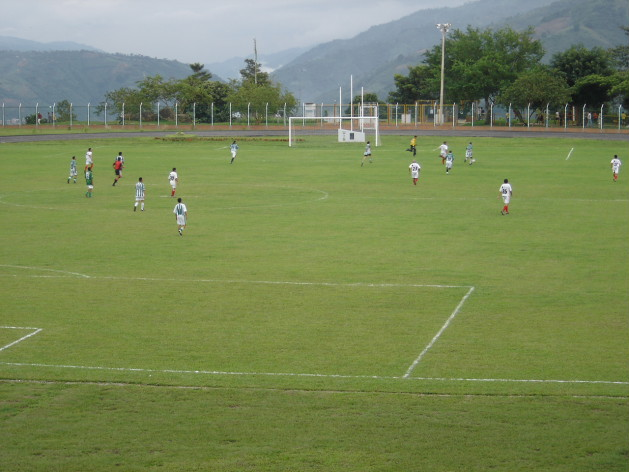
Soccer field